# Marie Meurdrac
Marie Meurdrac (Mandres-les-Roses, c. 1610 – 1680) è stata una chimica francese del XVII secolo, nota per la sua opera La chymie charitable et facile, en faveur des dames, pubblicata nel 1666.
Tradotta in Italia nel 1682 con il titolo La chimica caritatevole, e facile, in favor delle dame, è ritenuta dagli studiosi la prima opera di chimica e farmacia scritta da una donna, dopo quella di Maria l'Ebrea nel tardo periodo classico, citata dalla stessa Meurdrac nel suo libro.

## Biografia
Marie Meurdrac nacque in una famiglia benestante a Mandres-les-Roses, oggi un sobborgo di Parigi. I genitori erano Vincent Meurdrac, un notaio locale morto nel 1650, ed Elisabeth Dovet, appartenente ad una famiglia che aveva dato magistrati al Parlamento di Parigi. Aveva una sorella minore, Catherine (1613-1676), andata in sposa ad un maggiordomo ordinario di re Luigi XIV, Jean Marius detto de La Guette, conosciuta per le sue Mémoires (1681) scritte sotto il nome di Madame de La Guette.
Nel 1625 Marie sposò Henri de Vibrac, comandante dell'unità delle guardie di Charles de Valois. Si trasferì al castello di Grosbois, a Boissy-Saint-Léger, dove conobbe la contessa di Guiche, pronipote di Sully, ministro delle finanze di Enrico IV, e moglie di Armand de Gramont, conte di Guiche. Le due donne divennero ottime amiche e fu alla contessa che Meurdrac dedicò nel 1666 il suo trattato di chimica.

### Formazione e attività

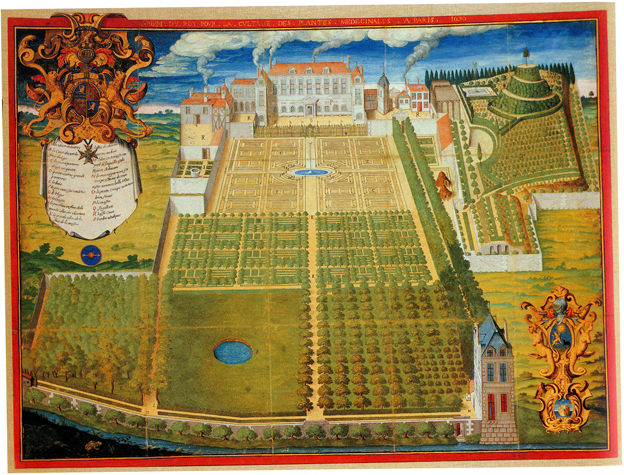
Veduta del Jardin du roi, acquerello su pergamena di Frédéric Scalberge, 1636

All'inizio del XVII secolo il farmacista e chimico francese Jean Béguin, cappellano di Enrico IV, si stabilì a Parigi, aprì un laboratorio e tenne conferenze pubbliche di chimica farmaceutica, attirando un vasto pubblico. Negli anni dieci del Seicento pubblicò un trattato basato sulle lezioni e sulle dimostrazioni pratiche da lui tenute, Tyrocinium chymicum, che conobbe una larga diffusione. Nel 1640 venne aperto al pubblico il Jardin du roi, sulle cui basi sarebbe sorto alla fine del XVIII secolo il Museo nazionale di storia naturale, che comprendeva un giardino di piante medicinali, un'aula e un laboratorio, e che contribuì ad affermare l'insegnamento della chimica farmaceutica. Sebbene i corsi fossero gratuiti e si abbia testimonianza che verso la fine del XVII secolo diverse donne avessero partecipato alle lezioni tenute dal famoso Nicolas Lémery, non vi è alcuna certezza sulla frequentazione di questi corsi da parte di Marie Meurdrac.
Nella prefazione del suo trattato pubblicato nel 1666, La chymie charitable et facile, en faveur des dames, Meurdrac mentre cita alcuni alchimisti dei secoli passati, come Giovanni di Rupescissa o Raimondo Lullo, non omaggia in particolare alcun maestro o libro su cui ha costruito il suo sapere, anche se si ritiene possibile che abbia appreso la chimica, da autodidatta, utilizzando lavori, esperimenti e trattati teorici di altri scienziati della sua epoca: la studiosa Lucia Tosi, ad esempio, ha rilevato alcune somiglianze del libro di Meurdrac con il Traité de la Chymie di Christopher Glaser, pubblicato a Parigi tre anni prima, con il Tyrocinium Chymicum di Béguin e con l'opera di Joseph Duchesne, vissuto nel XVI secolo, seguace di Paracelso.
La chymie charitable et facile affronta una vasta gamma di argomenti, dalle attrezzature, tecniche, proprietà chimiche delle sostanze vegetali e minerali, ai rimedi medici e alle ricette di cosmetici; include sia gli aspetti pratici che i fondamenti teorici della chimica. Probabilmente Meurdrac possedeva un suo laboratorio e aveva accesso a una fornace ad alta temperatura usata per gli esperimenti, cosa insolita per l'epoca, poiché richiedeva un permesso speciale da parte del re, forse ottenuto attraverso il suo legame con la contessa di Guiche, che si ipotizza abbia sostenuto la sua protetta anche economicamente, finanziando l'attrezzatura chimica, le forniture per esperimenti e la pubblicazione del libro.

### Morte
La notizia della morte di Marie Meurdrac, collocata da diversi repertori intorno al 1680, viene riportata nella terza edizione de La chymie del 1687; un avviso del "libraire" informa i lettori della prematura scomparsa dell'autrice, avvenuta prima che potesse portare a termine i nuovi trattati che aveva in programma.

## La chymie charitable et facile, in faveur des dames

### Edizioni

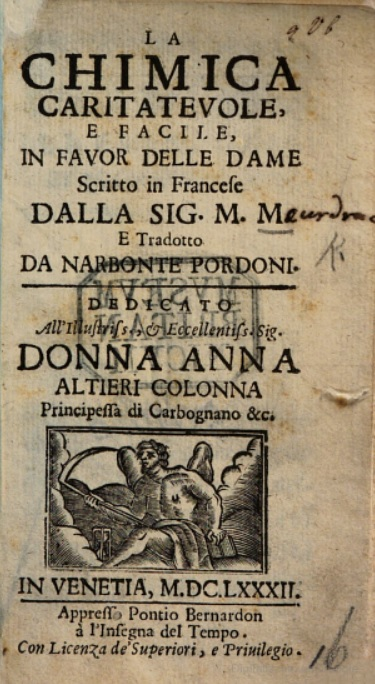
Frontespizio dell'edizione italiana, Venezia, 1682

Nel 1666 Meurdrac pubblicò il trattato La chymie charitable et facile, en faveur des dames, una delle prime opere di chimica scritte da una donna. L'opera conobbe cinque edizioni in francese (1666, 1674, 1680, 1687 e 1711), sei in tedesco, pubblicate dal 1673 al 1638, e una in italiano (La chimica caritatevole, e facile, in favor delle dame, Venezia, 1682), che testimoniano il notevole successo ottenuto tra i contemporanei.
L'edizione originale del 1666 consiste in un piccolo volume in dodicesimo, nel cui frontespizio è indicata come autrice Damoiselle M. M.; anche il nome dell'editore non compare, mentre vengono precisati i punti vendita del libro a Parigi: "Se vend ruë des Billettes, & ruë du Plastre proche la ruë S. Avoye, où il y aura pareilles affiches".
Il libro si apre con la dedica alla contessa di Guiche da parte dell'autrice Marie Meurdrac; le pagine che seguono contengono alcune poesie - sei sonetti e un sestetto - con le quali diversi autori (Du Peletier, Angelique Salerne, P.D.L., I.D.S.N., M.lle D.I.) omaggiano Meurdrac e la sua opera, un indice, una prefazione, 334 pagine di testo prive di illustrazioni, una tabella di simboli alchemici e di pesi utilizzati in medicina (Cap. IX, pp. 39-41).
Dopo il sommario (Tables des chapitres), il testo riporta l'approvazione della Facoltà di Medicina di Parigi e l'autorizzazione del re per la pubblicazione, estesa ad un periodo di dieci anni; entrambe, datate dicembre 1665, sono emesse a favore dell'autrice. L'esemplare della prima edizione conservato presso il Museo di storia naturale di Parigi, che appartenne al chimico Chevreul, riporta erroneamente nel frontespizio la data 1656, smentita dalla data di autorizzazione del re, risalente, come i restanti esemplari, a dieci anni dopo.
La seconda edizione parigina dell'opera contiene un nuovo privilegio, datato 5 gennaio 1666, nel quale l'autrice cede i suoi diritti di vendita e stampa all'editore Jean d'Houry. È ancora questo editore a pubblicare nel 1687 la terza edizione de La chymie, con privilegio di stampa per i futuri quindici anni, nella quale viene data notizia della prematura morte dell'autrice. Questa edizione, privata dell'importante Prefazione dell'autrice presente nelle prime due edizioni, è tuttavia più consistente nei contenuti: "reveüe & augmentée des plusieurs préparations nouvelles & curieuses", consiste ora in 414, 6 pagine, ottanta in più rispetto alle 334 della prima edizione; come da avviso del "libraire" ai lettori, le parti modificate nel Sommario finale sono segnalate con un asterisco.

### Struttura del libro[32]
Il trattato si apre con una prefazione in cui Marie Meurdrac presenta il suo libro e i suoi contenuti. L'opera è divisa in sei parti, ognuna delle quali preceduta da una introduzione riassuntiva: la prima parte (Cap. I-IX, pp. 1-43) si concentra sui principi, sulle operazioni chimiche e sugli oggetti, le misure, gli strumenti utili per operare, come vasi e forni; la seconda (Cap. I-XI, pp. 44-132) riguarda le erbe medicinali, la terza (Cap. I-XI, pp. 133-151) il regno animale e la quarta (Cap. I-XI, pp. 152-184) i minerali e i metalli; la quinta parte (Cap. I-VI, pp. 185-250) è incentrata sulla produzione di medicinali composti, “con diversi rimedi testati”, inclusi trattamenti per emicranie, mal d'orecchi, mal di denti, palpitazioni cardiache, malinconia, ustioni; l'ultima parte (Cap. I-XV, pp. 251-334), la più consistente, è diretta a un pubblico femminile e tratta dei metodi per preservare e migliorare la bellezza e la salute delle donne. Le miscele cosmetiche includono profumi, sbiancanti per i denti, creme per il viso e per le mani, detergenti, creme solari, tinture per capelli e preparati per alleviare il prurito della pelle; per la salute delle donne offre rimedi per i dolori mestruali, l'allattamento e il parto.

### Prefazione
(Marie Meurdrac, La chymie charitable et facile en faveur des dames, Paris, 1666)

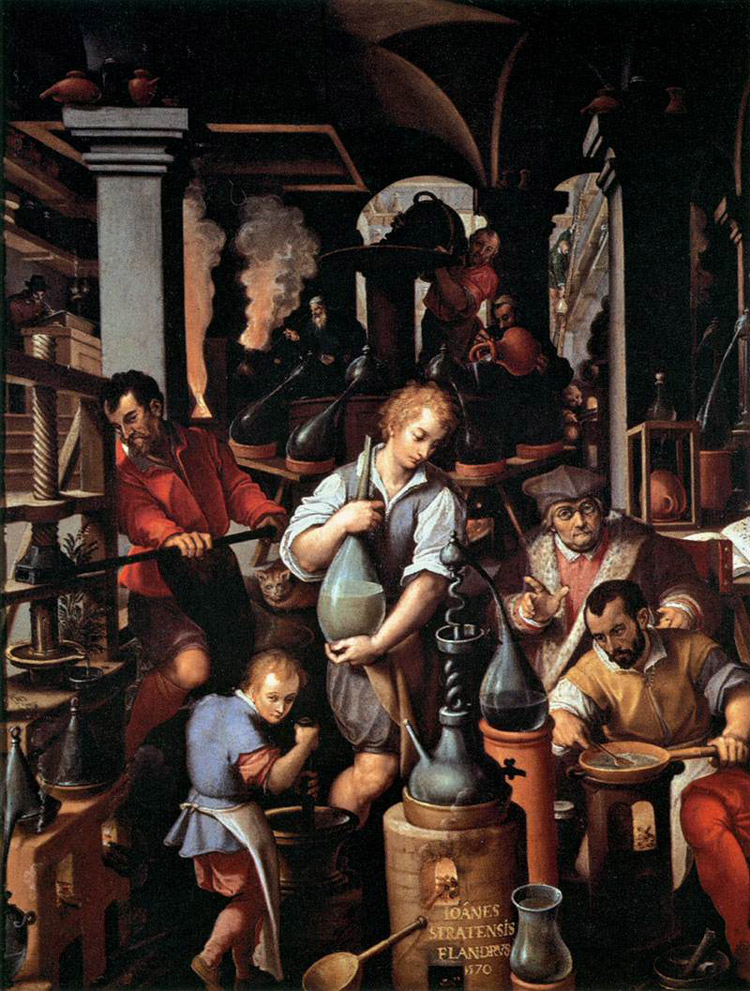
Il laboratorio dell'alchimista, Giovanni Stradano, 1570

La prefazione (assente nell'edizione italiana e nella terza edizione francese del 1687) contiene una sorta di difesa preliminare dell'autrice, comune ad altre opere di scrittrici dell'epoca, rivolta ai possibili detrattori del libro, evidenziando l'impegno e le fatiche affrontate per acquisire esperienza su questa materia e le difficoltà incontrate come donna: "Quando ho iniziato questo piccolo trattato, è stato per mia soddisfazione, e per non perdere la memoria delle conoscenze che avevo acquisito con un lungo lavoro, e attraverso diversi esperimenti ripetuti numerose volte." Nel ricordare i dubbi attraversati prima di decidere se pubblicare o meno la propria opera, aggiunge:
(Marie Meurdrac, La chymie charitable et facile en faveur des dames, Paris, 1666)
La convinzione che "le menti non hanno sesso" e che le capacità intellettive delle donne non sono inferiori a quelle degli uomini, secondo Meurdrac troverebbe conferma in quelle donne, nate nel suo secolo, che "nella prosa, nella poesia, nelle lingue, nella filosofia, e nello stesso governo dello Stato, non sono in alcun modo inferiori agli uomini per competenza e talento". A questa rivendicazione l'autrice aggiunge quella della parità di accesso all'istruzione: se le donne potessero avere più tempo, denaro e possibilità di istruirsi, afferma, "potrebbero eguagliare gli uomini".
La ragione che l'ha convinta a pubblicare il libro è riposta nella considerazione che "sarebbe un peccato contro la Carità nascondere la conoscenza che Dio mi ha dato, e che potrebbe essere di beneficio al mondo". Dichiara infatti che lo scopo che guida la sua attività è quello della condivisione e della "beneficienza", il desiderio che i suoi medicinali possano guarire le malattie, conservare la salute e recare aiuto ai più poveri, disposizioni d'animo richieste anche a coloro che intendono apprendere i "rimedi" e le conoscenze da lei proposti, ai quali offre tutta la sua disponibilità..

### Chimica e alchimia

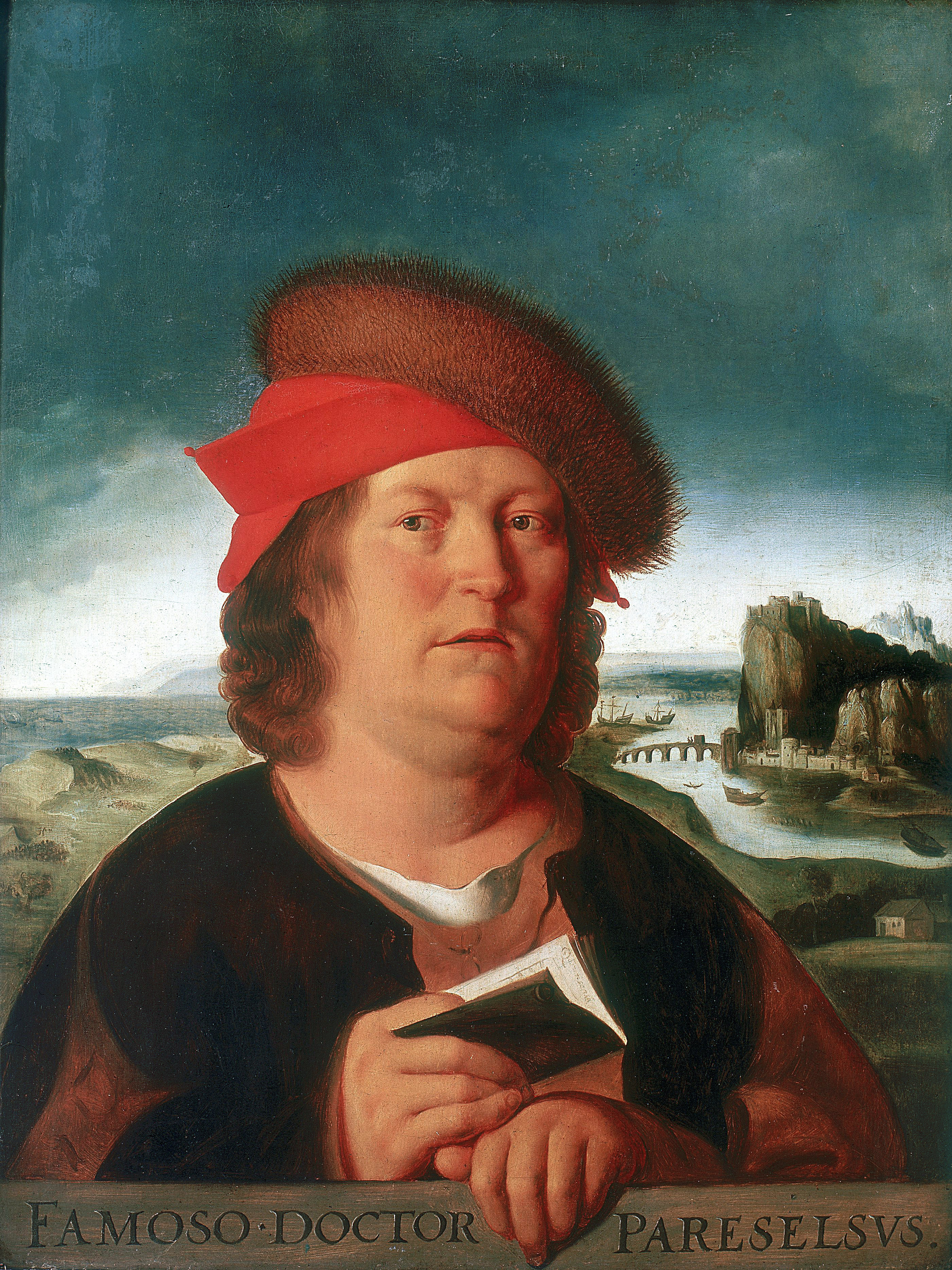
Ritratto di Paracelso di Quentin Massys

Nel XVII secolo l'alchimia era associata integralmente alla medicina, alla farmacologia, alla mineralogia e alla metallurgia e grazie alle numerose discipline che si trovavano contemporaneamente coinvolte nel suo corpus teorico e nel suo esercizio pratico, e alla gamma di attività su cui poteva estendersi, dalle pratiche spirituali alla produzione di materiali d'uso comune, è stata ritenuta da alcuni studi un fertile terreno d'indagine attraverso il quale esaminare "le culture della conoscenza femminile" nella prima età moderna.
Nel Seicento numerose donne istruite si impegnarono attivamente nell'alchimia paracelsiana, sia nei suoi aspetti spirituali-filosofici, nello studio della filosofia naturale,  che nelle tecniche medicinali e farmaceutiche, spesso utilizzando la pratica alchemica nella loro vita quotidiana, nella cura del proprio corpo, della propria salute e di quella dei familiari e dei conoscenti.

Marie Meurdrac, che si interessò a livello pratico all'alchimia, "dal laudano al rossetto", rappresenta un esempio delle donne che in Europa si impegnarono nell'arte alchemica come praticanti, mecenate, autrici, traduttrici, collezioniste o guaritrici domestiche. Tra di esse vi furono esponenti altolocate, come la regina Maria de' Medici e la regina Cristina di Svezia, filosofe naturaliste come Margaret Cavendish, o autrici di trattati e manoscritti contenenti ricette e "segreti" su profumi e cosmetici, popolari in tutta Europa, compresa l'Italia rinascimentale, dove il libro di ricette alchemiche pubblicato a Venezia nel 1561, intitolato I secreti della signora Isabella Cortese, conobbe un enorme successo.

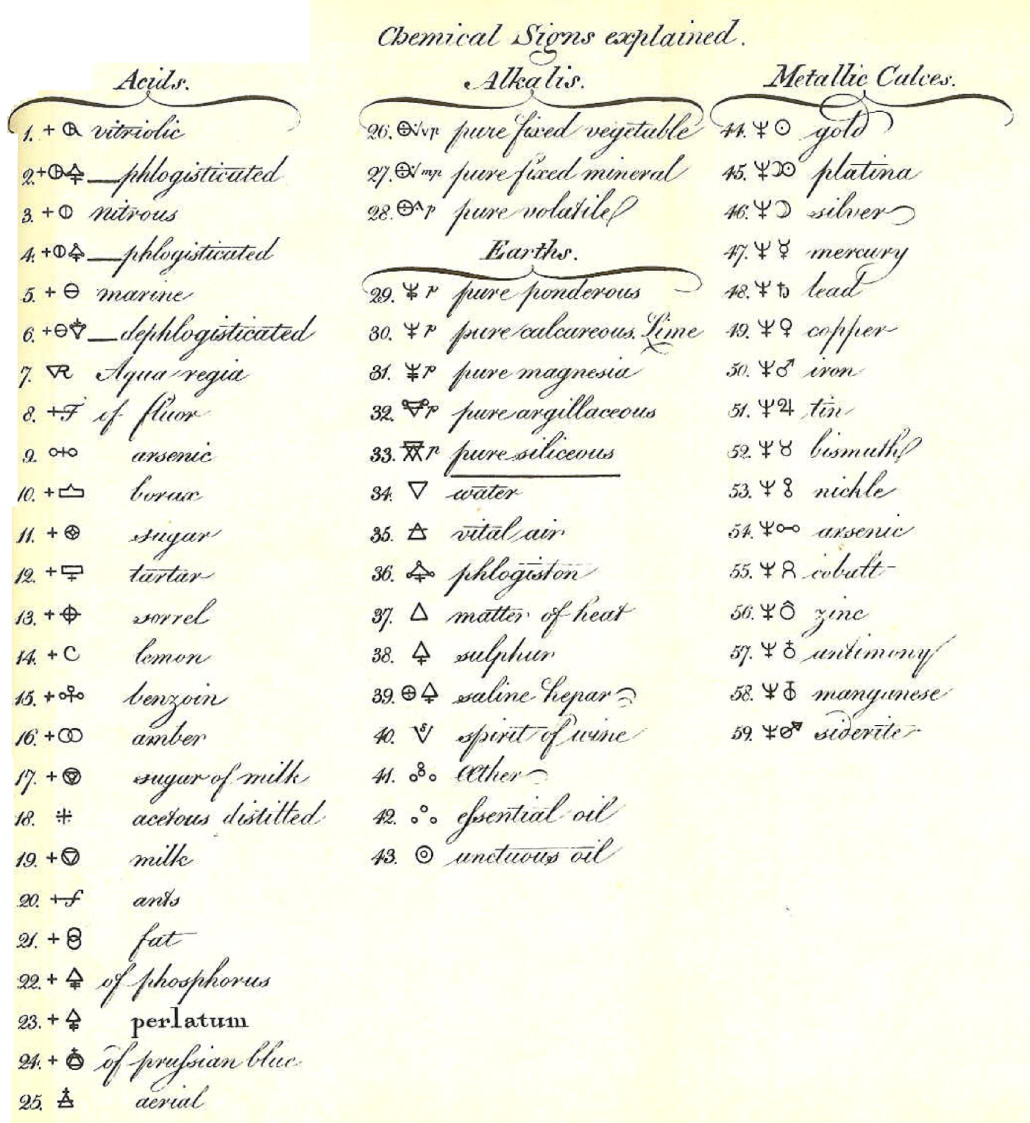
Simboli alchemici tratti dalla Dissertazione sulle attrazioni elettive di Torbern Bergman, 1775

### La chimica "facile" di Meurdrac
Seguendo la tradizione alchemica secondo cui sono tre gli elementi primari su cui si struttura ogni sostanza, Meurdrac nel suo libro così inizia la prima parte del suo trattato: "La chimica ha per oggetto i corpi misti, in quanto divisibili e solubili, sui quali opera in modo da estrarre i tre Principi, che sono Sale, Zolfo e Mercurio; ciò si ottiene attraverso due operazioni generali, vale a dire soluzione e congelamento". La teoria chimica, i materiali medici e la loro preparazione rivelano molte somiglianze con la farmacopea di Paracelso. La parola “arte” è usata da Meurdrac per riferirsi ad una serie di pratiche che includono l’alchimia, la chimica e la iatrochimica.
L'aggettivo "facile", che con "caritatevole" accompagna nel titolo, in termini programmatici, la parola "chimica", definisce lo scopo didattico che il libro si pone e il tipo di pubblico cui esso è rivolto: anche se è stato notato che la materia proposta non è di semplice apprendimento, le spiegazioni offerte da Meurdrac e i processi indicati risultano molto semplificati, facili da eseguire. L'autrice dichiara di rifiutare l'uso di un linguaggio arcano ed escludente, e di voler divulgare informazioni tenute fino ad allora segrete e riservate agli iniziati e ai cultori della materia, un atteggiamento "trasgressivo" per l'epoca: la tabella con l'indicazione degli elementi alchemici e dei pesi usati in medicina, nella Parte Prima del libro viene preceduta da questa puntualizzazione:
(Marie Meurdrac, Chap. IX, Partie I, Des Caracteres Chymique, p. 38)
Meurdrac inoltre, a differenza di altri testi canonici o dei manuali domestici dell'epoca, è particolarmente chiara e accurata nelle sue descrizioni, precisa le quantità e le misure in base a peso e volume, tempi e temperature, attrezzature o recipienti da utilizzare, offrendo consigli per eventuali sostituzioni di materiali nel caso non fossero reperibili o il loro costo fosse troppo alto, rendendosi sempre disponibile per offrire ulteriori chiarimenti ai lettori.
Considerando che si trovava ai margini della comunità scientifica, il suo sforzo di fornire un primo manuale didattico di facile lettura e applicazione per ampliare la platea delle persone interessate a esercitare l'arte della chimica, ha rappresentato un utile contributo alla diffusione della conoscenza scientifica. Altri aspetti positivi del libro sono stati individuati nella denuncia della pericolosità dell'impiego del mercurio come trattamento cosmetico (molte donne usavano il sublimato di mercurio per ottenere la pelle più bianca e il nitrato di bismuto per alcune malattie della pelle), nell'affinamento di alcune tecniche, come il bagnomaria e nel collegamento suggerito tra composizioni chimiche, fisiologia, proprietà curative e indicazioni mediche..

## Critica

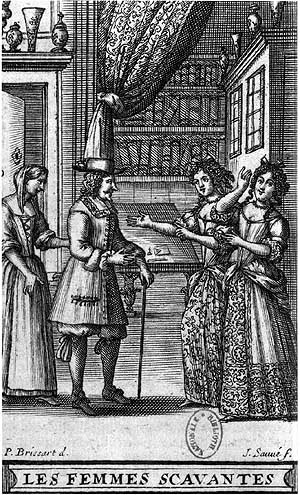
Les femmes savantes, Molière, Frontespizio dell'edizione del 1682

Per le sue considerazioni a sostegno delle donne e del loro accesso all'istruzione e all'educazione scientifica, Meurdrac è stata indicata da diverse studiose come una delle prime femministe, e posta in relazione con Christine de Pizan e con il dibattito sulla natura e la posizione sociale delle donne noto come querelle des femmes.
Sarah Gordon ha definito il libro di Meurdrac "tanto un trattato sull'educazione delle donne, quanto un trattato sui principi e processi chimici", con il quale l'autrice avrebbe inteso sfidare le norme sociali, allo scopo di far accedere le donne alla scienza, fornendo conoscenze scritte accessibili e un'istruzione pratica informale in chimica, botanica, farmacologia e medicina, così come in cosmetica: la sua opera risulta una "combinazione unica di scienza colta, sostegno educativo e istruzione pratica medica e cosmetica".
Negli studi di storia della scienza volti ad indagare il contributo delle donne nell'era della rivoluzione scientifica (XVI e XVII secolo), e in particolare il coinvolgimento delle donne nell'alchimia, sono state riscontrate delle affinità tra Marie Meurdrac e altre scrittrici dell'epoca, come la filosofa spagnola Oliva Sabuco e le britanniche Margaret Cavendish e Anne Conway; Cavendish (che visse a Parigi negli anni quaranta del Seicento), con il suo Philosophical Letters, or, Modest Reflections Upon some Opinions in Natural Philosophy (1664), avrebbe condiviso con l'autrice francese l'intento di sfidare con proprie argomentazioni e la propria esperienza l'autorità maschile sull'argomento.
Secondo Bishop-De Loach il libro di Meurdrac, oltre che risultare di interesse per lo storia della scienza, rivestirebbe una certa importanza anche per lo storia della letteratura, in particolare del teatro francese del XVII secolo, per le informazioni offerte sul "background intellettuale" su cui Molière basò una delle sue migliori commedie, Les Femmes savantes. La commedia, una satira contro le "intellettuali", filosofe e scienziate, ridicolizzate per la loro pedanteria, implicitamente sostiene l'idea che le donne non debbano avere accesso all'istruzione, perché ne verrebbe alterata la loro natura. Les Femmes savantes, rappresentata a Parigi nel 1672, sei anni dopo la pubblicazione de La Chymie e nel periodo in cui Marie Meurdrac sta lavorando nel campo della chimica, costituisce anche un esempio del contesto socio-culturale nel quale si colloca l'opera di Meurdrac, indice della rappresentazione negativa riservata alle donne colte e interessate alla scienza, sempre più numerose in Francia soprattutto all'interno delle classi agiate.